# Alpine A424
Alpine A424 — гоночный автомобиль класса LMDh, разработанный компанией Automobiles Alpine и построенный компанией Oreca для участия в гонках класса гиперкаров Ле-Мана на чемпионате мира по автогонкам на выносливость.

## История создания
5 октября 2021 года Alpine официально объявила о своём участии в чемпионате мира по гонкам на выносливость FIA, начиная с сезона 2024 года, с использованием гоночного дизайна, соответствующего техническим требованиям LMDh. В тот же день было также подтверждено, что Oreca была выбрана в качестве поставщика шасси для своего конкурента LMDh.
Alpine представила прототип шоу-кара под названием A424_β (произносится как «A424 Beta») 9 июня 2023 года на гонке «24 часа Ле-Мана» 2023 года. Также было объявлено, что автомобиль будет использовать гибридную трансмиссию, состоящую из двигателя внутреннего сгорания Mecachrome 90° V6 с одинарным турбонаддувом и стандартизированных компонентов гибридной трансмиссии, предоставленных Williams Advanced Engineering, Bosch и Xtrac, и что Signatech будет использовать два автомобиля.
Автомобиль построен на шасси Oreca LMP2 «следующего поколения». Alpine объявила, что двигатель A424 представляет собой «сильно модифицированную» версию двигателя Mecachrome V634, используемого в Формуле-2. Alpine подтвердила, что двигатель автомобиля не имеет отношения к двигателю, который некоторое время использовался в автомобиле Ginetta G60-LT-P1 LMP1. 28 июня 2023 года завершились динамические испытания двигателя. Первый раз машина была заведена 5 июля 2023 года. Целью программы является завершение двух пробных испытаний в Лурси-Левис в конце августа 2023 года, после чего автомобиль отправится на свои первые тесты. Программа тестов будет включать в себя гонки на трассах Поль Рикар, Моторленд Арагон, Херес и Алгарве. Автомобиль будет выступать в 2024 году под названием A424.